# Bergverket i Falun
Bergverket i Falun (tyska: Die Bergwerke zu Falun, "gruvorna i Falun") är en novell från 1819 av den tyske författaren E.T.A. Hoffmann. Den handlar om en svensk vid namn Elis Fröbom som efter en tid som sjöman börjar arbeta vid Falu gruva, där han blir förälskad i en kvinna men också lockas av gruvans inre. Berättelsen är inspirerad av historien om Fet-Mats, ett motiv som tidigare hade behandlats av tyska författare som Achim von Arnim och Johann Peter Hebel. Novellen ingår i Hoffmanns samling Die Serapionsbrüder. Den gavs ut på svenska 1829 i översättning av Sophie Gyllenborg.
År 1842 skrev Richard Wagner ett utkast till ett operalibretto med "Bergverket i Falun" som förlaga, men operan blev aldrig av. Wagner skrev istället Tannhäuser som har vissa tematiska likheter. Hugo von Hofmannsthal använde novellen som förlaga till sin pjäs Das Bergwerk zu Falun ("gruvan i Falun"), som skrevs 1899 och uruppfördes 1949.